# TSR Crew
Le TSR Crew est un collectif de rappeurs originaires du 18e arrondissement de Paris, créé en 1999 par Hugo TSR, Omry, vin7, Kayzo et Nero. Ensemble, ils collectionnent les featurings avec plusieurs autres rappeurs et groupes.
Le TSR Crew, c’est un collectif de rappeurs du 18e arrondissement de Paris qui s’est formé en 1999. Le groupe a été créé autour de cinq membres principaux : Hugo TSR, Vin7, Omry, Kayzo et Nero. Chacun d’entre eux a sa propre personnalité et son style, mais ensemble, ils créent une alchimie unique qui se distingue par des textes souvent sombres, intenses et réfléchis.
TSR Crew est un collectif de rappeurs originaires du 18e arrondissement de Paris, fondé en 1999 par Hugo TSR, Vin7, Omry, Kayzo et Nero. Dès ses débuts, le groupe se distingue par son approche indépendante et sa volonté de créer sa propre scène rap en dehors des circuits commerciaux traditionnels. Ils ont joué un rôle clé dans l’émergence d’une scène alternative à Paris, en bâtissant l'une des premières scènes de rap indépendant en France grâce à leurs moyens personnels. ( Expression capital ) Ce positionnement leur permet de conserver une liberté totale sur leur musique et leurs projets, loin des pressions des grandes maisons de disques.
Le collectif a été un acteur majeur de la scène hip-hop parisienne et a contribué à la popularisation de nombreux autres artistes et groupes émergents, comme Sexion d'Assaut, et bien d'autres. Leur influence va bien au-delà de leurs propres projets, car ils ont participé à la structuration du rap indépendant en France.
Leur premier projet majeur, "Faut Qu’on Taille", sorti en 2004, rencontre un grand succès auprès du public. Ce projet marque les débuts de leur ascension, grâce à un style brut et réaliste, où les textes abordent la rue, les réalités sociales et les contradictions du système. Cet album marque également le début de leur engagement à rester indépendants et à tout faire eux-mêmes, de la production à la distribution, ce qui leur permet de conserver une totale maîtrise de leur musique.
En 2006, ils franchissent un nouveau cap avec la sortie de leur premier album studio, "À Quoi Ça Rime", qui reçoit un accueil très positif. Cet album, à la fois audacieux et sincère, leur permet de se faire connaître sur la scène nationale et de bâtir une solide fanbase, toujours sans passer par les circuits commerciaux traditionnels.
Le groupe continue de surprendre avec la sortie de plusieurs albums, tous marqués par cette volonté de rester maîtres de leur art. En 2009, ils publient "La Salle d’Attente", un album plus mature et introspectif, et en 2011, "Underground Punchline", qui accentue encore plus cette quête de sincérité et de liberté créative. Chaque projet du TSR Crew, qu’il soit musicalement plus sombre ou plus festif, conserve une constante : l’indépendance.
En 2015, le groupe dévoile "Passage Flouté", un album fidèle à leur signature, toujours aussi percutant et authentique. Leur indépendance leur permet de refuser les diktats de l'industrie musicale tout en continuant de remplir des salles de concert à travers la France et le monde. Ils sont connus pour leur relation directe avec leur public et pour avoir mené une carrière sans compromis, à l’écart des feux de la rampe, privilégiant l’essence même du rap : l’expression libre et authentique.
Bien qu'ils aient vendu des centaines de milliers d’albums et soient régulièrement invités à participer à des projets d'autres artistes, le TSR Crew n’a jamais cherché à se conformer aux attentes du grand public ni à se faire promouvoir par des labels traditionnels. Ils ont fait de leur indépendance une marque de fabrique, démontrant que l’on peut réussir en restant fidèle à ses valeurs, sans céder aux pressions commerciales.
En dépit de leur popularité croissante et de leur statut de groupe culte du rap français, le TSR Crew reste un exemple de constance, de passion et de résistance dans un milieu où beaucoup d’artistes se compromettent. Leur parcours illustre le pouvoir de la liberté artistique, de la gestion autonome de leur carrière et de la fidélité à leur public. La longévité du groupe, leur intégrité et leur impact indélébile sur la scène hip-hop indépendante continuent d’inspirer des générations de rappeurs et d’auditeurs, et ce, sans jamais renier leurs origines ni leur indépendance.
Leur prochain projet ne devrait plus tarder, selon les dernières publications sur les réseaux sociaux. Les fans attendent avec impatience ce nouvel opus, qui pourrait bien marquer un tournant dans la carrière du TSR Crew, tout en restant fidèle à leur ligne artistique et à leurs valeurs d'indépendance.

## Nom
Le sigle TSR signifie « Tise, Shit, Rap » qui représente la vie menée par ses membres qu’ils racontent dans leur musique. Ou "Tuerie Sur la Rythmique"

## Participations à des concerts et festivals

### Concerts et Festivals du TSR Crew et Hugo TSR

#### 2015
- Samedi 12 décembre 2015 :   TSR Crew – La Tangente, MJC Picaud, Cannes, France
- Lundi 23 novembre 2015 :   TSR Crew – Ebullition, Bulle, Suisse
- Samedi 21 novembre 2015 :   TSR Crew – Ebullition, Bulle, Suisse
- Vendredi 6 novembre 2015 :   TSR Crew – Magasin 4 - Ancien emplacement, Bruxelles, Belgique
- Samedi 24 octobre 2015 :   TSR Crew – L'Affranchi, Marseille, France

#### 2016
- Samedi 12 mars 2016 :   TSR Crew – Eve (sous Chapiteau), Saint-Martin-D'Hères, France
- Dimanche 15 mai 2016 :   TSR Crew – Le Bikini, Ramonville Saint-Agne, France
- Jeudi 19 mai 2016 :   TSR Crew – Botanique - Chapiteau, Bruxelles, Belgique
- Samedi 5 novembre 2016 :   TSR Crew – Le Temps Machine, Joué-les-Tours, France
- Jeudi 20 avril 2017 :   TSR Crew avec Kery James – La Halle Au Blé, Bourges, France
- Printemps de Bourges 2017 :   TSR Crew – Printemps de Bourges, Bourges, France

#### 2018
- Samedi 20 octobre 2018 :   TSR Crew avec Hugo TSR – La Sirène, La Rochelle, France
- Vendredi 22 juin 2018 :   TSR Crew avec Hugo TSR – Le Transbordeur, Villeurbanne, France
- Samedi 21 avril 2018 :   TSR Crew avec Hugo TSR – LA CASE A CHOCS, Neuchâtel, Suisse

#### 2021
- Samedi 4 décembre 2021 :   Hugo TSR – Le Transbordeur, Villeurbanne, France
- Samedi 09 octobre 2021 :   Hugo TSR – Les Docks, Lausanne, Suisse

#### 2022
- Samedi 11 juin 2022 :   Hugo TSR – Plaine De La Gloriette, Tours, France
- Mardi 7 juin 2022 - Samedi 11 juin 2022 :   Hugo TSR – Festival Aucard De Tours, Tours, France
- Samedi 4 décembre 2022 :   Hugo TSR – Le Transbordeur, Villeurbanne, France
- Du lundi 11 juillet 2022 au dimanche 17 juillet 2022 :   Hugo TSR – Festival de Dour, Dour, Belgique
- Vendredi 5 août 2022 – Dimanche 7 août 2022 :   Hugo TSR – Foreztival, Saint-Étienne, France
- Samedi 03 septembre 2022 :   Hugo TSR – Festival MEG Montréal 2022, Société des Arts Technologiques (SAT), Montréal, QC, Canada

#### 2024
- Vendredi 18 octobre 2024 :   Hugo TSR – Nancy Jazz Pulsations Festival 2024, Chapiteau de la Pépinière, Nancy, France
- Samedi 12 octobre 2024 :   Hugo TSR – Théâtre National / National Theatre, Bruxelles, Belgique
- Vendredi 13 septembre 2024 – Samedi 14 septembre 2024 :   Hugo TSR – Côte D'Or 2024, Parc de la Combe à la Serpent, Corcelles-les-Monts, France
- Vendredi 6 septembre 2024 :   Hugo TSR – VENDREDI 2024, Terrain Des Crêtes, Veyras, Suisse
- Jeudi 5 septembre 2024 – Samedi 7 septembre 2024 :   Hugo TSR – Festival Tohu-Bohu 2024, Festival Tohu-Bohu, Veyras, Suisse
- Samedi 07 décembre 2024 :   Hugo TSR – Le Moulin, Marseille, France
- Vendredi 6 décembre 2024 :   Hugo TSR – Théâtre Lino Ventura, Nice, France

#### 2025 (Prévisions)
- Samedi 29 mars 2025 :   Hugo TSR – Zénith de Paris - La Villette, Paris, France
- Vendredi 21 mars 2025 :   Hugo TSR – La Carrière, Nantes, France
- Vendredi 14 mars 2025 :   Hugo TSR – Le Bikini, Ramonville Saint-Agne, France
- Samedi 22 février 2025 :   Hugo TSR – La Condition Publique, Roubaix, France
- Vendredi 21 février 2025 :   Hugo TSR – ROCKHAL, Esch-sur-Alzette, Luxembourg
- Vendredi 24 janvier 2025 :   Hugo TSR avec High-lo – Le Transbordeur, Villeurbanne, France

#### 2025 Festivals
- Vendredi 27 juin 2025 – Dimanche 29 juin 2025 :   Hugo TSR – Festival Rencontres et Racines 2025, Parc Japy, Audincourt, France
- Vendredi 13 juin 2025 :   Hugo TSR – Théâtre Antique de Vienne, Vienne, France
- Samedi 12 avril 2025 :   Hugo TSR avec Vald, Isha et 2 autres – Le Liberté, Rennes, France
- Vendredi 11 avril 2025 :   Hugo TSR avec Jok'Air, Vald et 7 autres – Le Liberté, Rennes, France